# Serica cribripennis
Serica cribripennis är en skalbaggsart som beskrevs av Leon Fairmaire 1898. Serica cribripennis ingår i släktet Serica och familjen Melolonthidae.
Artens utbredningsområde är Madagaskar. Inga underarter finns listade i Catalogue of Life.